# Don Revie
Donald George 'Don' Revie, född 10 juli 1927, död 26 maj 1989, var en engelsk fotbollsspelare och manager som spelade för Leicester City, Hull City, Sunderland, Manchester City och Leeds United som en tillbakadragen center. Han är mest känd som manager för Leeds United, som han ledde med stor framgång 1961-1974; hans period i klubben beskrivs som "Leeds gyllene år" (Leeds’ Glory Years). Han lämnade Leeds för att leda Englands landslag från 1974 till 1977, därefter fortsatte han i Mellanöstern som manager både på landslags- och klubbnivå.
Revie blev utsedd till årets manager i England tre gånger: 1969, 1970 och 1972.

## Spelarkarriär
Revie föddes i Middlesbrough den 10 juli 1927. Hans far var en möbelsnickare som dock ofta var arbetslös. Hans mor, Margaret, dog i cancer 1939, endast 50 år gammal. Revie bodde i Bell Street, Middlesbrough fram till det att han skrev kontrakt med Leicester City FC 1944 tillsammans med lagkamraten och vännen John. Leicester City ansåg att John var en bättre fotbollsspelare men John led av hemlängtan och återvände hem efter några månader. Revie lärde sig också grunderna som murare vid sidan av fotbollen. Revie lämnade Leicester för Hull City 1949 (transfersumma £20 000), vidare till Manchester City 1951 (£25 000), därefter Sunderland 1956 (£22 000) och slutligen Leeds United i november 1958 (£12 000). Den sammanlagda transfersumman från dessa flyttar var vid den här tidpunkten (1958) rekord inom engelsk fotboll.

## Karriär som manager

### Leeds United
Revie är mest känd som manager för Leeds United under lagets storhetstid från mitten av 60-talet till mitten av 70-talet, då Leeds kom från "ingenstans" och etablerade sig som ett av Englands absoluta topplag genom att under en tioårsperiod vinna ligan två gånger, bli tvåa fem gånger och inte sluta sämre än fyra någon säsong. Under samma period vann laget dessutom FA-cupen, ligacupen och två europeiska cuptitlar samt kvalificerade sig till flera ytterligare cupfinaler, vilket gjorde laget berömt inte bara i England, utan över hela Fotbollseuropa.

### England
Revie var engelsk förbundskapten 1974-1977. Han tog över efter Alf Ramsey sedan England missat VM 1974. Revie misslyckades föra England till EM-slutspel 1976 i en kvalgrupp med tre motståndare där endast gruppvinnaren gick vidare. Tjeckoslovakien tog förstaplatsen och vann senare hela turneringen. Till VM 1978 kvalade England återigen i en grupp med tre motståndare där endast gruppettan gick vidare: Italien, Finland och Luxemburg. England vann alla matcher förutom bortamatchen mot Italien i Rom och därmed gick Italien vidare på målskillnad. Revie avgick senare samma år.

## Meriter

### Mästerskap och titlar som spelare i Manchester City
| Mästerskap    | Antal titlar | Säsong/Årtal         |
| ------------- | ------------ | -------------------- |
| FA-cupmästare | 1            | 1956 (finalist 1955) |

### Mästerskap och titlar som manager i Leeds
| Mästerskap              | Antal titlar | Säsong/Årtal                                                            |
| ----------------------- | ------------ | ----------------------------------------------------------------------- |
| Ligamästare             | 2            | 1968/69, 1973/74 (ligatvåa 1964/65, 1965/66, 1969/70, 1970/71, 1971/72) |
| Ligamästare division 2  | 1            | 1963/64                                                                 |
| FA-cupmästare           | 1            | 1972 (finalist 1965, 1970, 1973)                                        |
| Ligacupmästare          | 1            | 1968                                                                    |
| Mässcup-mästare         | 2            | 1968, 1971 (finalist 1967)                                              |
| Charity Shields-mästare | 1            | 1969                                                                    |
| Cupvinnarcupen          |              | (finalist 1973)                                                         |

### Utmärkelser
- Don Revie blev utsedd till årets manager i England 3 gånger: 1969, 1970 och 1972.[1][2]